# Memorial Cup 2023
Memorial Cup w 2023 roku odbył się w dniach 26 maja-4 czerwca w Kamloops. Była to 103. edycja turnieju o mistrzostwo Canadian Hockey League. 27 maja 2022 roku Canadian Hockey League ogłosiła, iż gospodarzem turnieju została drużyna Kamloops Blazers, zaś mecze odbędą się w hali Sandman Centre. Kamloops ostatni raz gościł turniej w 1995 roku.
Turniej został zorganizowany w następującej formule:
- Turniej rozpoczął się fazą grupową, która toczona była systemem kołowym tzn. każda drużyna rozegrała z każdą drużyną w turnieju spotkanie
- Po rozegraniu fazy grupowej rozpoczęła się faza pucharowa, w której drużyny z miejsc 2 i 3 fazy grupowej zmierzyły się w półfinale. Zwycięzca tego meczu mierzył się w finale, z najlepszą drużyną fazy grupowej. Zwycięzca finału zdobył Memorial Cup.

Tytuł po raz óśmy w historii tytuł zdobył zespół Quebec Remparts. Poprzednie triumfy odniosła w: 1971, 1973, 1974, 1976, 2003, 2006, oraz 2015 roku.

## Faza grupowa
Terminarz
| 26 maja 2023 | Quebec Remparts | 8:3 | Kamloops Blazers | Sandman Centre, Kamloops |

| Szczegóły      | Szczegóły | Szczegóły       | Szczegóły                                                          | Szczegóły                                                                               |
| -------------- | --- | --------------- | ------------------------------------------------------------------ | --------------------------------------------------------------------------------------- |
| Godzina: 18:00 | J. Malatesta (EQ) 07:36 J. Malatesta (EQ) 21:05 N. Gaucher (EQ) 23:07 T. Rochette (PP) 25:42 K. Gaudet (EQ) 35:20 K. Gaudet (SH) 49:19 Z. Bolduc (EQ) 51:33 J. Malatesta (EQ) 55:32 | (1:1, 4:1, 3:1) | 16:40 (PP) C. Bankier 36:11 (EQ) D. Kuefler 44:30 (PP) M. Seminoff | Sędzia główny: Steve Papp Simon Tartre Sędziowie liniowi: Chad Huseby Nathan Van Oosten |
| Godzina: 18:00 | 14 min. kar |                 | 2 min. kar                                                         | Sędzia główny: Steve Papp Simon Tartre Sędziowie liniowi: Chad Huseby Nathan Van Oosten |

| 27 maja 2023 | Seattle Thunderbirds | 6:3 | Peterborough Petes | Sandman Centre, Kamloops |

| Szczegóły      | Szczegóły | Szczegóły       | Szczegóły                                                   | Szczegóły                                                                             |
| -------------- | --- | --------------- | ----------------------------------------------------------- | ------------------------------------------------------------------------------------- |
| Godzina: 15:00 | L. Ciona (EQ) 20:39 K. Crnkovic (EQ) 36:45 K. Crnkovic (EQ) 50:00 N. Allan (EQ) 51:22 J. Gustafson (EQ) 56:45 K. Crnkovic (EN/SH) 58:26 | (0:1, 2:1, 4:1) | 01:24 (EQ) J.R. Avon 35:53 (EQ) O. Beck 53:56 (PP) A. Hayes | Sędzia główny: Chris Crich Dave Lewis Sędziowie liniowi: Brian Birkhoff Ron Dietterle |
| Godzina: 15:00 | 4 min. kar |                 | 2 min. kar                                                  | Sędzia główny: Chris Crich Dave Lewis Sędziowie liniowi: Brian Birkhoff Ron Dietterle |

| 28 maja 2023 | Kamloops Blazers | 10:2 | Peterborough Petes | Sandman Centre, Kamloops |

| Szczegóły      | Szczegóły | Szczegóły       | Szczegóły                              | Szczegóły                                                                                      |
| -------------- | --- | --------------- | -------------------------------------- | ---------------------------------------------------------------------------------------------- |
| Godzina: 15:00 | R. Michael (EQ) 05:14 F. Minten (PP) 09:08 A. Ferster (EQ) 13:18 M. Seminoff (PP) 20:35 D. Sydor (EQ) 23:01 L. Stankoven (EQ) 24:17 J. Demek (PP) 28:17 C. Levis (EQ) 41:55 M. Seminoff (PP) 48:10 R. Hofer (EQ) 52:49 | (3:0, 4:1, 3:1) | 35:34 (PP) A. Hayes 59:37 (EQ) Q. Pagé | Sędzia główny: Chris Crich Simon Tartre Sędziowie liniowi: Nathan Van Oosten Maxime Desjardins |
| Godzina: 15:00 | 19 min. kar |                 | 25 min. kar                            | Sędzia główny: Chris Crich Simon Tartre Sędziowie liniowi: Nathan Van Oosten Maxime Desjardins |

| 29 maja 2023 | Seattle Thunderbirds | 1:3 | Quebec Remparts | Sandman Centre, Kamloops |

| Szczegóły      | Szczegóły           | Szczegóły       | Szczegóły                                                           | Szczegóły                                                                         |
| -------------- | ------------------- | --------------- | ------------------------------------------------------------------- | --------------------------------------------------------------------------------- |
| Godzina: 18:00 | N. Allan (EQ) 57:38 | (0:1, 0:0, 1:2) | 00:54 (EQ) T. Rochette 56:55 (EQ) T. Rochette 59:42 (EN) C. Truchon | Sędzia główny: Steve Papp Dave Lewis Sędziowie liniowi: Ron Dietterle Chad Huseby |
| Godzina: 18:00 | 6 min. kar          |                 | 4 min. kar                                                          | Sędzia główny: Steve Papp Dave Lewis Sędziowie liniowi: Ron Dietterle Chad Huseby |

| 30 maja 2023 | Peterborough Petes | 4:2 | Quebec Remparts | Sandman Centre, Kamloops |

| Szczegóły      | Szczegóły                                                                               | Szczegóły       | Szczegóły                                     | Szczegóły                                                                                  |
| -------------- | --------------------------------------------------------------------------------------- | --------------- | --------------------------------------------- | ------------------------------------------------------------------------------------------ |
| Godzina: 18:00 | T. Robertson (EQ) 29:03 J.R. Avon (EQ) 31:36 A. Hayes (EQ) 35:07 C. Lockhart (EQ) 43:37 | (0:0, 3:2, 1:0) | 33:36 (EQ) J. Malatesta 35:34 (EQ) N. Gaucher | Sędzia główny: Dave Lewis Simon Tartre Sędziowie liniowi: Brian Birkhoff Maxime Desjardins |
| Godzina: 18:00 | 2 min. kar                                                                              |                 | 8 min. kar                                    | Sędzia główny: Dave Lewis Simon Tartre Sędziowie liniowi: Brian Birkhoff Maxime Desjardins |

| 31 maja 2023 | Kamloops Blazers | 1:6 | Seattle Thunderbirds | Sandman Centre, Kamloops |

| Szczegóły      | Szczegóły           | Szczegóły       | Szczegóły | Szczegóły                                                                              |
| -------------- | ------------------- | --------------- | --- | -------------------------------------------------------------------------------------- |
| Godzina: 18:00 | R. Hofer (EQ) 10:50 | (1:1, 0:2, 0:3) | 04:02 (EQ) L. Ciona 26:39 (PP) J. Davidson 26:47 (EQ) J. Gustafson 45:33 (EQ) K. Crnkovic 46:37 (EQ) L. Prokop 54:28 (EQ) C. Dach | Sędzia główny: Chris Crich Steve Papp Sędziowie liniowi: Chad Huseby Nathan Van Oosten |
| Godzina: 18:00 | 6 min. kar          |                 | 8 min. kar | Sędzia główny: Chris Crich Steve Papp Sędziowie liniowi: Chad Huseby Nathan Van Oosten |

Tabela
| Lp. | Zespół                             | M | Pkt | Z | Zd | Pd | P | G+ | G- | +/− |
| --- | ---------------------------------- | - | --- | - | -- | -- | - | -- | -- | --- |
| 1   | Quebec Remparts (QMJHL)            | 3 | 4   | 2 | 0  | 0  | 1 | 13 | 8  | +5  |
| 2   | Seattle Thunderbirds (WHL)         | 3 | 4   | 2 | 0  | 0  | 1 | 13 | 7  | +6  |
| 3   | Peterborough Petes (OHL)           | 3 | 2   | 1 | 0  | 0  | 2 | 9  | 18 | -9  |
| 4   | Kamloops Blazers (Gospodarz) (WHL) | 3 | 2   | 1 | 0  | 0  | 2 | 14 | 16 | -2  |

      = awans do finału       = awans do półfinału

## Faza pucharowa
Baraż o 1/2 finału
| 1 czerwca 2023 | Peterborough Petes | 5:4 pd. | Kamloops Blazers | Sandman Centre, Kamloops |

| Szczegóły      | Szczegóły                                                                                                   | Szczegóły            | Szczegóły                                                                                   | Szczegóły                                                                               |
| -------------- | --- | -------------------- | ------------------------------------------------------------------------------------------- | --------------------------------------------------------------------------------------- |
| Godzina: 18:00 | C. Lockhart (EQ) 07:52 B. Othmann (EQ) 27:50 S. Mayer (PP) 37:37 B. Zanetti (EQ) 38:50 J.R. Avon (EQ) 70:54 | (1:3, 3:1, 0:0, 1:0) | 11:19 (EQ) L. Stankoven 12:45 (PP) O. Zellweger 17:33 (EQ) H. Brunicke 24:23 (EQ) L. Bairos | Sędzia główny: Chris Crich Simon Tartre Sędziowie liniowi: Brian Birkhoff Ron Dietterle |
| Godzina: 18:00 | 11 min. kar                                                                                                 |                      | 23 min. kar                                                                                 | Sędzia główny: Chris Crich Simon Tartre Sędziowie liniowi: Brian Birkhoff Ron Dietterle |

Półfinał
| 2 czerwca 2023 | Peterborough Petes | 1:4 | Seattle Thunderbirds | Sandman Centre, Kamloops |

| Szczegóły      | Szczegóły             | Szczegóły       | Szczegóły                                                                              | Szczegóły                                                                                |
| -------------- | --------------------- | --------------- | -------------------------------------------------------------------------------------- | ---------------------------------------------------------------------------------------- |
| Godzina: 19:00 | B. Othmann (EQ) 42:41 | (0:0, 0:1, 1:3) | 35:32 (EQ) B. Lambert 41:28 (EQ) C. Dach 49:33 (EQ) K. Crnkovic 57:51 (EN) N. Myatovic | Sędzia główny: Steve Papp Dave Lewis Sędziowie liniowi: Brian Birkhoff Maxime Desjardins |
| Godzina: 19:00 | 8 min. kar            |                 | 4 min. kar                                                                             | Sędzia główny: Steve Papp Dave Lewis Sędziowie liniowi: Brian Birkhoff Maxime Desjardins |

Finał
| 4 czerwca 2023 | Seattle Thunderbirds | 0:5 | Quebec Remparts | Sandman Centre, Kamloops |

| Szczegóły      | Szczegóły   | Szczegóły       | Szczegóły | Szczegóły                                                                              |
| -------------- | ----------- | --------------- | --- | -------------------------------------------------------------------------------------- |
| Godzina: 16:00 |             | (0:1, 0:1, 0:3) | 06:31 (EQ) W. Komarow 28:50 (EQ) J. Malatesta 52:21 (SH) K. Gaudet 55:56 (PP) Z. Bolduc 57:55 (EQ) C. Savoie | Sędzia główny: Chris Crich Steve Papp Sędziowie liniowi: Chad Huseby Nathan Van Oosten |
| Godzina: 16:00 | 18 min. kar |                 | 10 min. kar                                                                                                  | Sędzia główny: Chris Crich Steve Papp Sędziowie liniowi: Chad Huseby Nathan Van Oosten |

## Statystyki
.

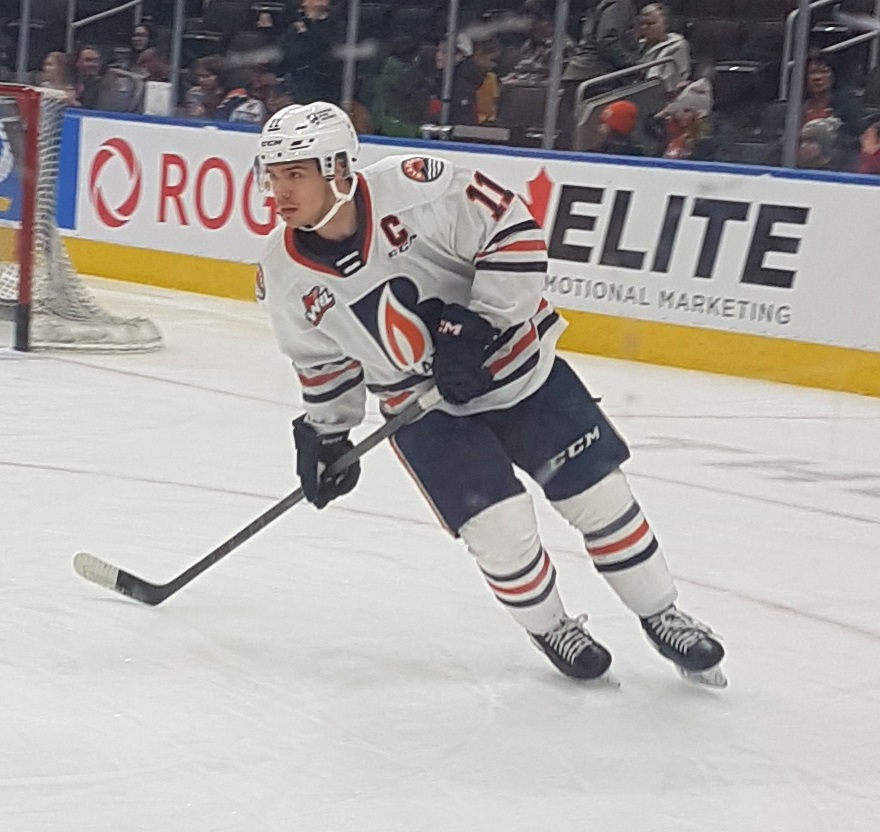
Logan Stankoven, najskuteczniejszy zawodnik turnieju

Kanadyjczyk Logan Stankoven z dorobkiem 9 punktów za 2 bramki i 7 asyst został najskuteczniejszym zawodnikiem turnieju, dzięki czemu zdobył Ed Chynoweth Trophy. Najlepszymi strzelcami zostali Kanadyjczycy James Malatesta, oraz Kyle Crnkovic, który zdobyli w odpowiednio pięciu oraz czterech meczach swoich zespołów pięć bramek.
| Zawodnik        | Drużyna              | M | G | A | Pkt | MIN |
| --------------- | -------------------- | - | - | - | --- | --- |
| Logan Stankoven | Kamloops Blazers     | 4 | 2 | 7 | 9   | 0   |
| Kyle Crnkovic   | Seattle Thunderbirds | 5 | 5 | 3 | 8   | 2   |
| Théo Rochette   | Quebec Remparts      | 4 | 3 | 3 | 6   | 4   |
| Zachary Bolduc  | Quebec Remparts      | 4 | 2 | 4 | 6   | 0   |
| Jared Davidson  | Seattle Thunderbirds | 5 | 1 | 5 | 6   | 0   |

## Nagrody[5]
- Stafford Smythe Memorial Trophy (Najbardziej Wartościowy Zawodnik (MVP)):  James Malatesta (Quebec Remparts)
- Ed Chynoweth Trophy (Najskuteczniejszy zawodnik):  Logan Stankoven (Kamloops Blazers)
- George Parsons Trophy (Uczciwy zawodnik):  Logan Stankoven (Kamloops Blazers)
- Hap Emms Memorial Trophy (Najlepszy bramkarz):  William Rousseau (Quebec Remparts)
- Skład Gwiazd:

Bramkarz:  William Rousseau (Quebec Remparts)
Obrońcy:  Olen Zellweger (Kamloops Blazers),  Nolan Allan (Seattle Thunderbirds)
Napastnicy:  James Malatesta (Quebec Remparts),  Kyle Crnkovic (Seattle Thunderbirds),  Théo Rochette (Quebec Remparts)